# 板橋駅 (京畿道)
板橋駅（パンギョえき）は大韓民国京畿道城南市盆唐区柏峴洞にある、新盆唐線（株）と韓国鉄道公社（KORAIL）の駅。板橋テクノバレーの副駅名がある。
新盆唐線株式会社管轄の新盆唐線と韓国鉄道公社（KORAIL）管轄の京江線の2路線が乗り入れる。駅番号は新盆唐線が「D11」、京江線が「K409」。

## 歴史
- 2011年10月28日 - 新盆唐線の駅が開業。
- 2016年9月24日 - 京江線が開業、首都圏電鉄京江線運行開始。
- 2023年12月28日: 京江線・板橋駅-中部内陸線忠州駅方面のKTXが運行開始[1]。
- 2026年 - 京江線・延寿駅-板橋駅の区間が延伸開業予定。

## 駅構造
出入口と改札階コンコースは新盆唐線と韓国鉄道公社で共用している地下駅。コンコース中央には採光用に天井が窓になっている箇所がある。改札口は両線ともにそれぞれ2か所、出口は両線共通で4か所ある。

### 新盆唐線
コンコース階の北側・南側に改札口がある。ホーム階は地下3階に位置し、相対式ホーム2面2線を有する。保安用にホームドアシステム（フルスクリーンタイプ）を装備する。ホーム中程に京江線乗換用改札口がある。
亭子寄りに留置線が4線存在する。

#### のりば
案内上ののりば番号は設定されていない。
| ↑ 清渓山入口 |
| \| 下        |
| 亭子 ↓       |

| 上り | 新盆唐線 | 江南・新沙方面 |
| 下り | 新盆唐線 | 亭子・光教方面 |

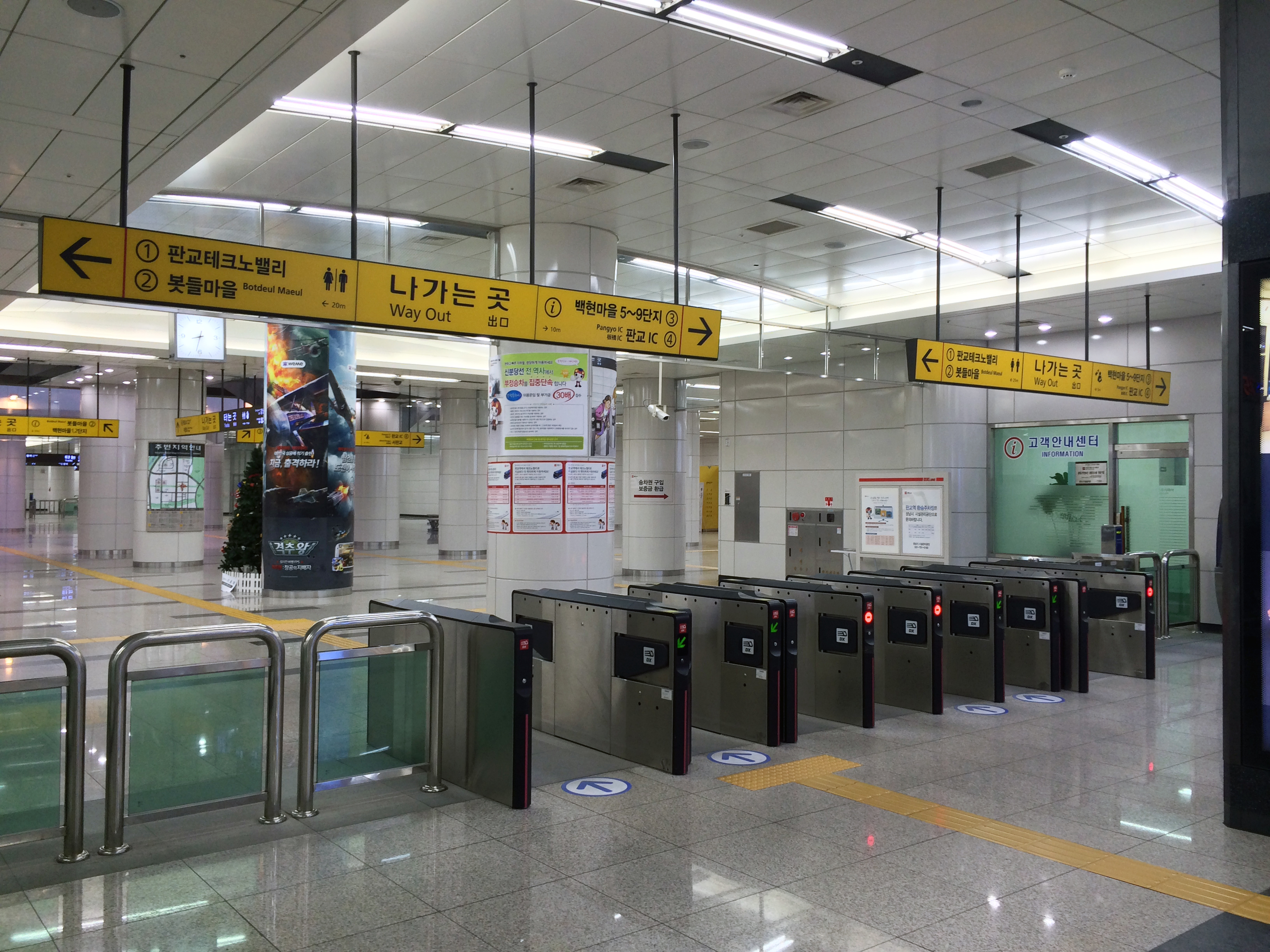
改札口（2014年1月4日）
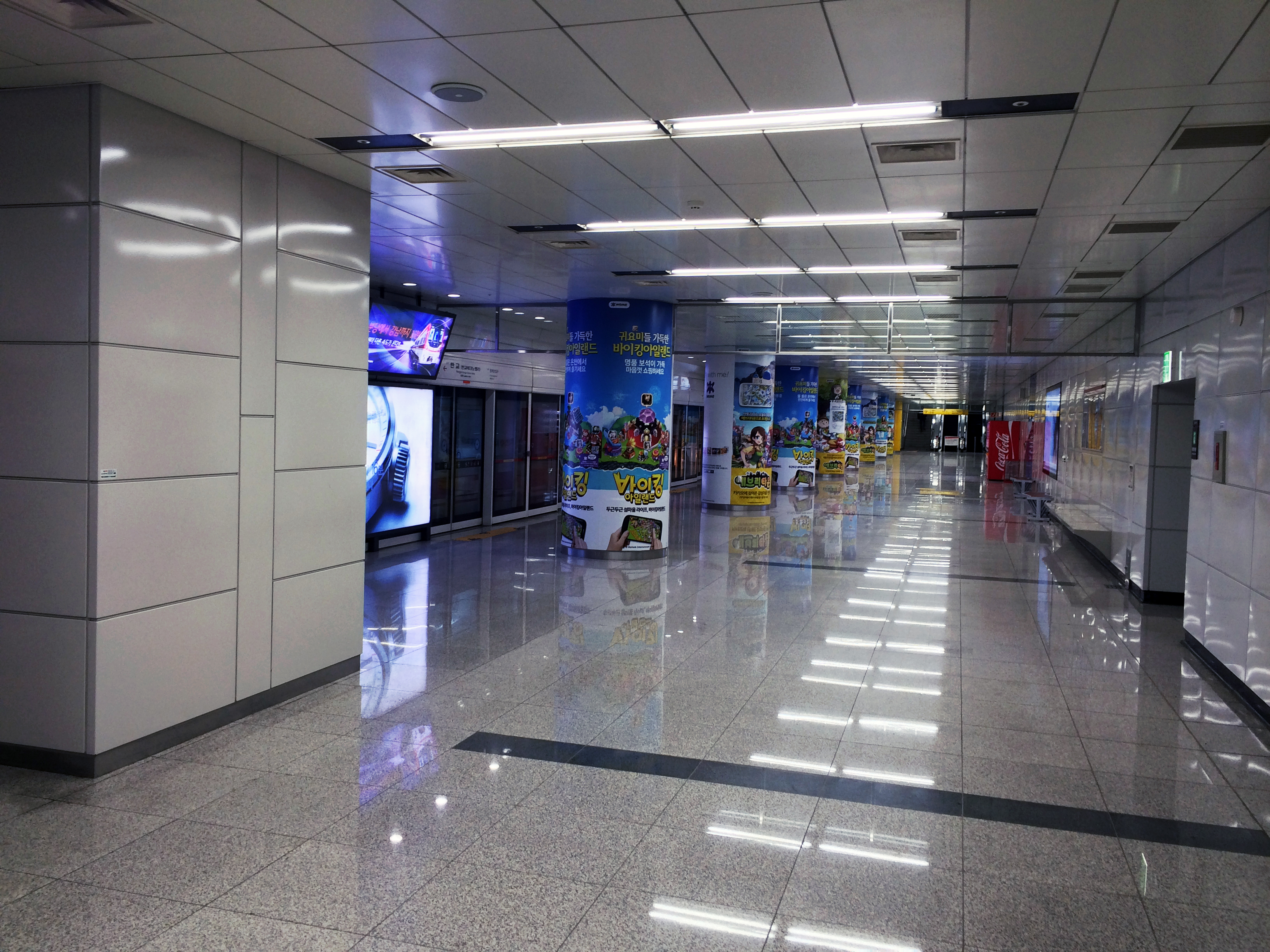
プラットホーム（2014年1月4日）

### 韓国鉄道公社
コンコース階の東側・西側側に改札口がある。ホーム階は地下4階に位置し、相対式ホーム2面2線を有する。保安用にホームドアシステム（フルスクリーンタイプ）を装備する。改札階-ホーム階の途中の踊り場に新盆唐線との乗換用改札口があるが、東側の踊り場が光教方面ホーム、西側の踊り場がソウル市内（新沙）方面ホームに面しているため注意が必要。

#### のりば
案内上ののりば番号は設定されていない。
| ↑ 折り返し用留置線 |
| \| 下              |
| 城南 ↓             |

| 上り | 京江線 | 当駅終着                 |
| 下り | 京江線 | 城南・京畿広州・驪州方面 |

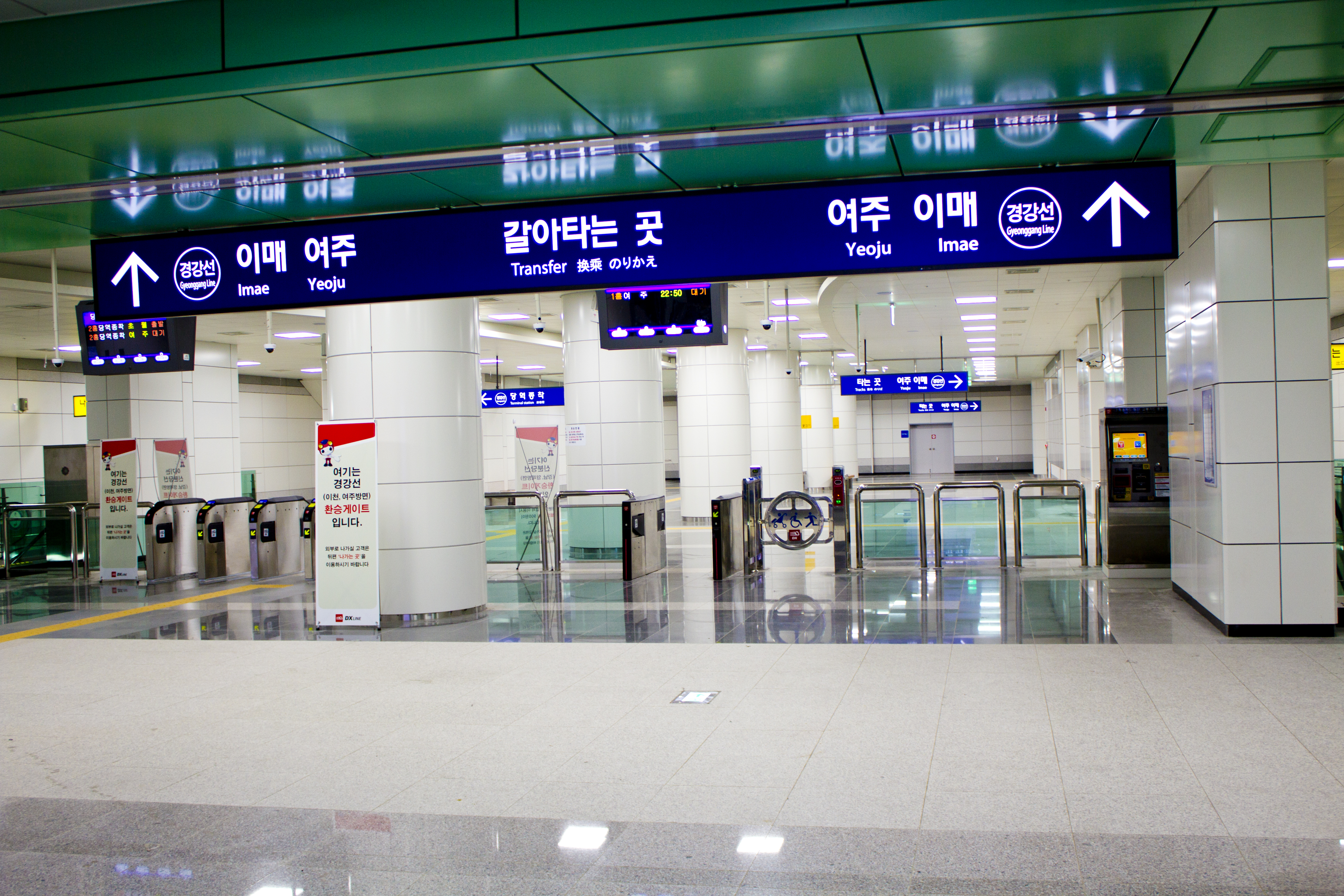
改札口（2016年10月8日）
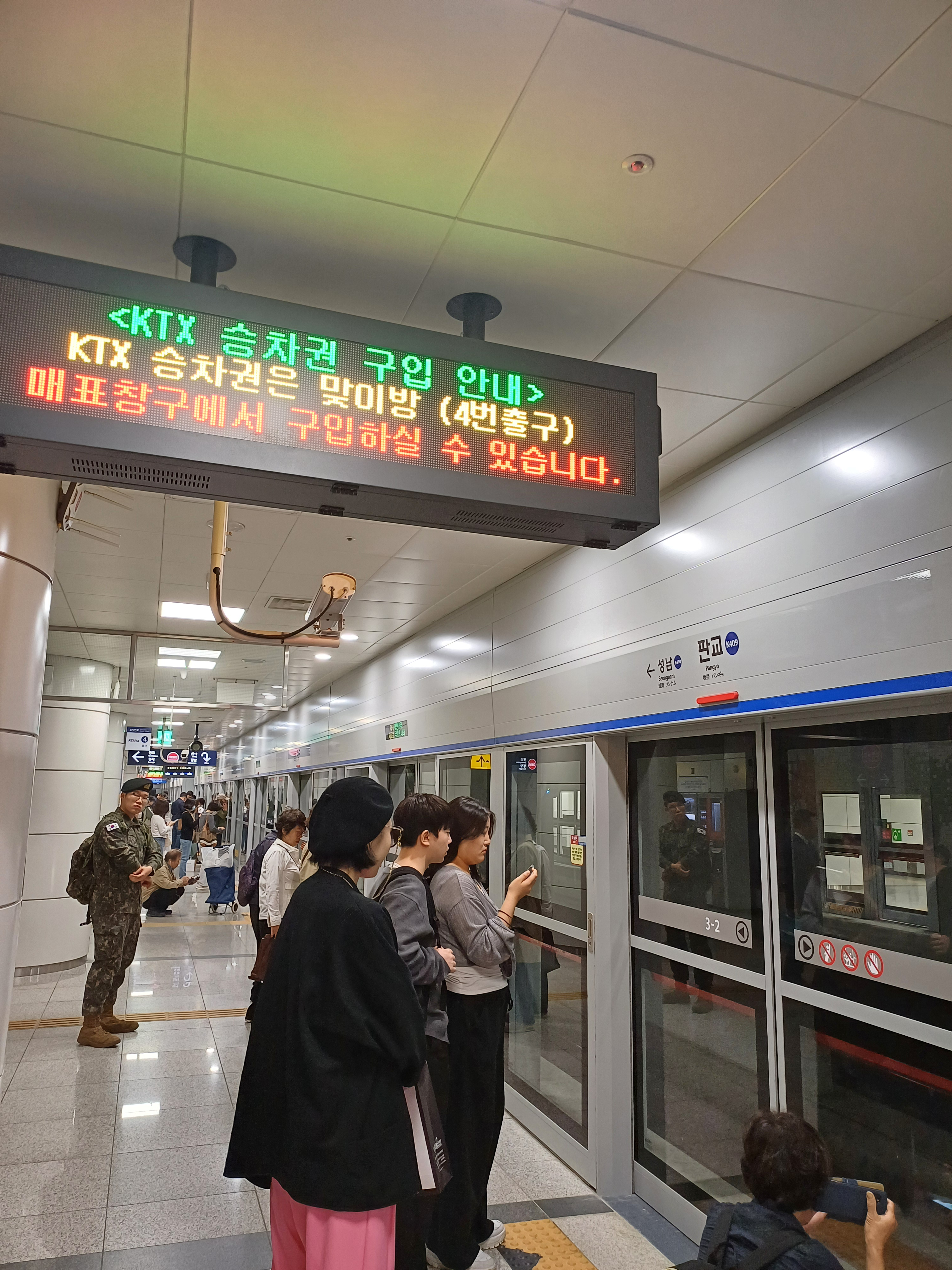
プラットホーム（2024年4月29日）

## 利用状況
京江線の近年の一日平均乗車人員推移は下記の通り。新盆唐線の利用状況は情報無し。
| 路線   | 路線 | 1日平均利用客数 (人/日) | 1日平均利用客数 (人/日) | 1日平均利用客数 (人/日) | 1日平均利用客数 (人/日) | 1日平均利用客数 (人/日) | 1日平均利用客数 (人/日) | 1日平均利用客数 (人/日) | 脚注  |
| 路線   | 路線 | 2016年                  | 2017年                  | 2018年                  | 2019年                  | 2020年                  | 2021年                  | 2022年                  | 脚注  |
| ------ | ---- | ----------------------- | ----------------------- | ----------------------- | ----------------------- | ----------------------- | ----------------------- | ----------------------- | ----- |
| 京江線 | 乗車 | 3,333                   | 3,390                   | 3,964                   | 4,545                   | 3,664                   | 3,914                   | 4,826                   | [ 3 ] |
| 京江線 | 下車 | 3,337                   | 3,407                   | 3,936                   | 4,529                   | 3,639                   | 3,850                   | 4,836                   | [ 3 ] |

## 駅周辺
- 新盆唐線本社
- カカオアジト
- カカオモビリティ
- グレイツ板橋
- 板橋テクウォンタワー
- 現代百貨店板橋店

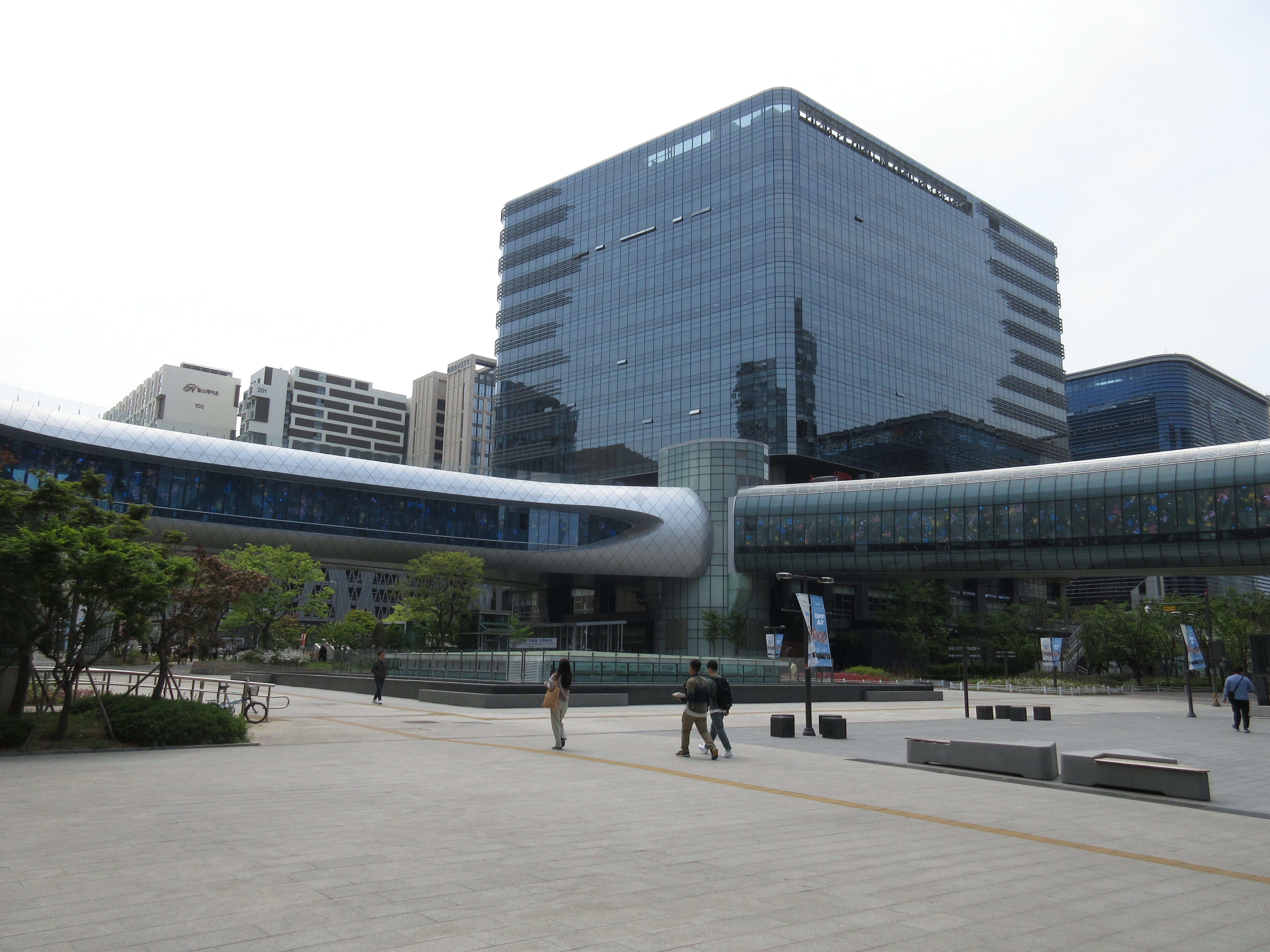
駅前広場

- 柏峴マウルヒューマンシア1・7・8団地アパート
- 板橋アルファリウム1・2団地アパート
- ボットル貯留地公園
- 花郎公園
- 板橋テクノパーク
- アベニューフランス
- 板橋テクノバレー
- 京釜高速道路 板橋インターチェンジ
- ロッテマート板橋店
- e-mart板橋店

## 隣の駅
新盆唐線
 新盆唐線
清渓山入口駅 (D10) - 板橋駅 (D11) - 亭子駅 (D12)
韓国鉄道公社
 京江線
板橋駅 (K409) - 城南駅 (K410)